# Herbstlabyrinth-Adventhöhle-System
Das Herbstlabyrinth-Adventhöhle-System bei Breitscheid im Westerwald ist das größte Höhlensystem Hessens und eines der bedeutendsten Deutschlands. Die vermessene Gesamtganglänge der Riesenhöhle betrug im März 2025 13.183 Meter, die Tiefe 92 Meter. Die Tropfsteinhöhle zeichnet sich durch einen extrem sauberen, weißen bis durchsichtigen und unberührten Sinterschmuck aus, der in weitem Umkreis seinesgleichen sucht. Insbesondere die Länge und Vielfalt der Excentriques ist einmalig in Deutschland. Die Höhle ist noch nicht vollständig erforscht. Ein kleiner Teil, die so genannte „Knöpfchenhalle“, wurde 2009 als Schauhöhle eröffnet, die auch Informationszentrum des Nationalen Geoparks Westerwald-Lahn-Taunus ist. Die Schauhöhle wird von der Gemeinde Breitscheid betrieben.

## Geographische Lage und Geologie
Das Höhlensystem liegt mitten im Karstgebiet zwischen Breitscheid und Erdbach am Osthang des Westerwalds in Hessen, nahe dem Dreiländereck mit Rheinland-Pfalz und Nordrhein-Westfalen. Der Kalk ist dort auf einer Fläche von etwa zwei Quadratkilometern nicht von anderen Gesteinsformationen überdeckt.
Das Karstgebiet entstand durch das Wachstum eines atollartigen Korallenriffs infolge von unterseeischem Vulkanismus zur Zeit des Devons. Der Kalkstein wurde als Iberger Kalk klassifiziert.
In diesem Bereich gibt es neben dem Herbstlabyrinth-Adventhöhle-System und einigen Dolinen noch 32 weitere Höhlen, unter anderem die Erdbachhöhle, die mit knapp 101 Meter Tiefe als tiefste Höhle Hessens gilt. Eine Besonderheit ist ein Bach, der am Ortsrand von Breitscheid im Boden versickert, durch die Erdbachhöhle fließt und gut einen Kilometer weiter östlich bei Erdbach als Karstquelle wieder zu Tage tritt.

## Entdeckung und Erschließung
Während einer vorweihnachtlichen Wanderung der Speläologischen Arbeitsgemeinschaft Hessen e. V. (SAH) wurde am 11. Dezember 1993 am Rande des Abbaugebietes des Kalksteinwerkes Medenbach zufällig eine schön versinterte Höhle entdeckt und „Adventhöhle“ genannt. Sie wurde wieder verschlossen und vor der Öffentlichkeit geheim gehalten. Erst nachdem rechtliche Aspekte mit dem Steinbruchbetrieb geklärt waren, konnte einige Monate später mit der Erforschung begonnen werden. In der Adventhöhle hat man große Mengen von eiszeitlichen Säugetierknochen gefunden, vor allem vom Höhlenbären.
Am 28. Mai 1994 wurde in der Nähe der Adventhöhle eine schon seit dem vorhergehenden Herbst bekannte Spalte geöffnet, durch die der Zustieg zu einem weiteren Höhlenteil gelang. Dieser wurde „Herbstlabyrinth“ genannt. Bei den Erkundungen konnte eine Reihe von Räumen befahren werden, deren Dimensionen zur Tiefe hin kontinuierlich zunehmen. Dazu gehört als größte Halle der Höhle die „Knöpfchenhalle“, die ihren Namen aufgrund vieler kleiner Sinterknöpfchen bekommen hat. Der prägnanteste Teil der Höhle ist der „Hessentunnel“, ein durchschnittlich sechs bis acht Meter breiter und vier Meter hoher Gang, der sich über mehrere hundert Meter erstreckt. 1995 konnte im Bereich des Hessentunnels eine Verbindung zwischen dem Herbstlabyrinth und der Adventhöhle gefunden werden: Das Herbstlabyrinth-Adventhöhle-System war entdeckt.

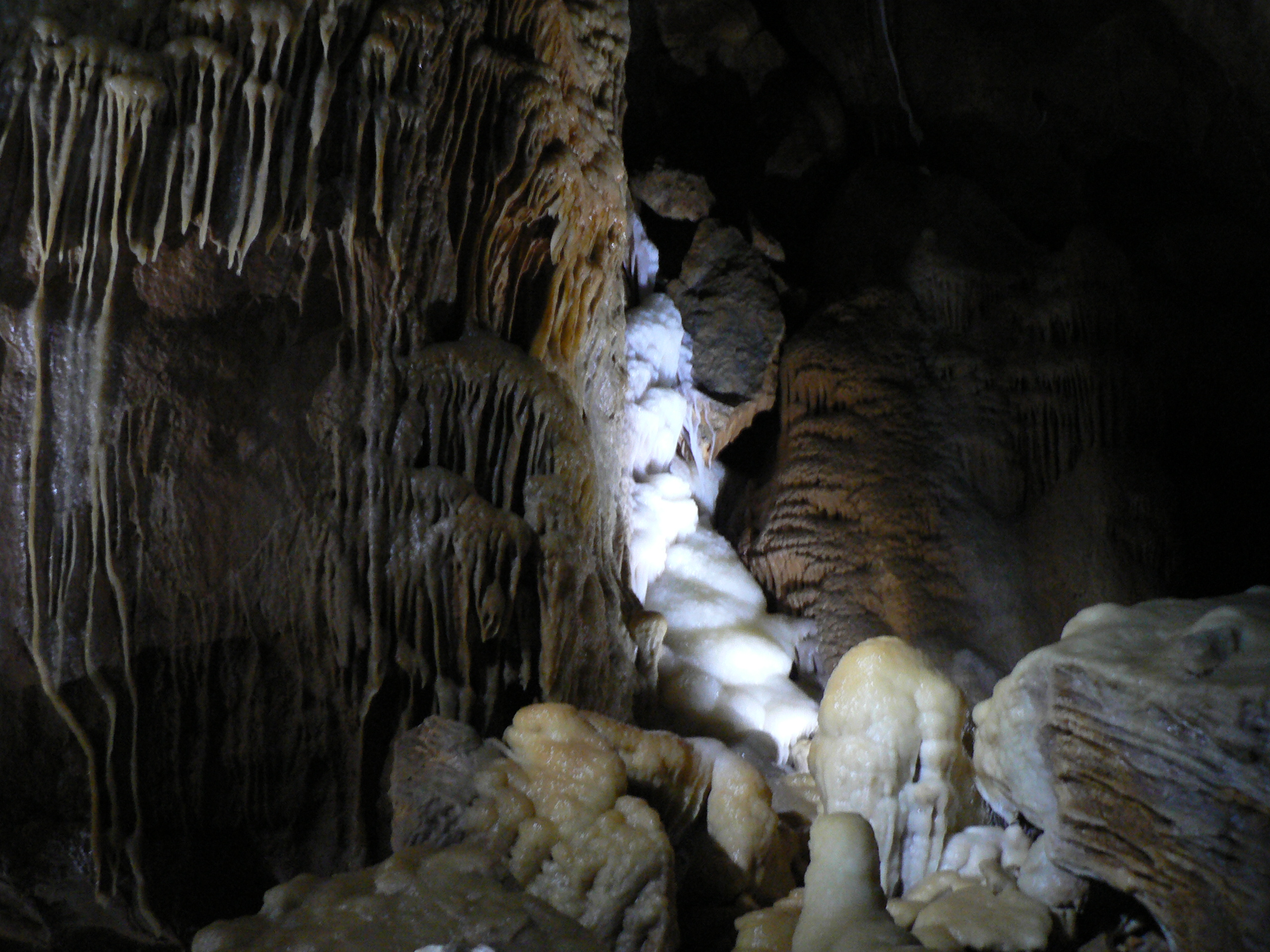
Sinterorgel in der Knöpfchenhalle

Bis Anfang 1997 wurde die Forschung und Vermessung fortgesetzt. Dabei wurden immer wieder neue Höhlenteile entdeckt. Von 1997 bis 2002 ruhte wegen fehlender Genehmigungen der Forschungsbetrieb. Dieser konnte erst wieder aufgenommen werden, als die Gemeinde Breitscheid eine Erschließung zur Schauhöhle plante. Nachdem das Höhlensystem lange Zeit durch den Kalkabbau gefährdet schien, wurde es Ende 1999 zum Naturdenkmal erklärt. Dem Steinbruchbetrieb wurden im Gegenzug Ausgleichsflächen zugesichert.
2002 wurde der so genannte „Nordgang“ entdeckt und bis auf über 1400 Meter vermessen. Da er jedoch direkt durch das Abbaugebiet des Steinbruchs führte, wurde er in den folgenden Jahren zerstört. Die bis dahin spektakulärsten Teile der Höhle wurden 2004 entdeckt: Das „Wolkenschlösschen“, das mit seiner massiven Versinterung alles Bisherige in den Schatten stellte, und die „Rätselhalle“ mit an Gletscher erinnernden Sinterformationen und einem azurblauen See. Eine weitere ungewöhnliche Entdeckung war 2005 der Fund von Bimsgestein, das aus der Eruption des Laacher-See-Vulkans in der Eifel vor rund 12.900 Jahren stammt. Die Forschungs- und Vermessungsarbeiten gehen auch gegenwärtig weiter. Im Jahr 2009 und 2010 fanden Grabungsarbeiten in der so genannten Westfortsetzung statt. Dabei wurden große Gangfortsetzungen und mit Tropfsteinen ausgekleidete Hallen, darunter mit der „Hohen Alp“ einer der größten Hohlräume des Höhlensystems, gefunden. In diesem Höhlenbereich liegt gegenwärtig auch der Forschungsschwerpunkt.
Im Herbst 2012 wurden im westlichen Bereich neue Höhlenteile entdeckt, von denen bereits 520 Meter erkundet und vermessen werden konnten. Hier gibt es unter anderem eine weitere, über 30 Meter hohe Halle sowie einen mehrere hundert Meter langen Gang, der von einem Bach durchflossen wird. Im August 2013 wurde über den „Südgang“ die schon seit Jahrzehnten gesuchte Verbindung zum unterirdischen Erdbach gefunden. Bei weiteren Forschungsgängen konnten nach März 2022 weitere Teile entdeckt werden, so dass das System derzeit eine bekannte Länge von 13.070 Metern hat.

### Die Schauhöhle

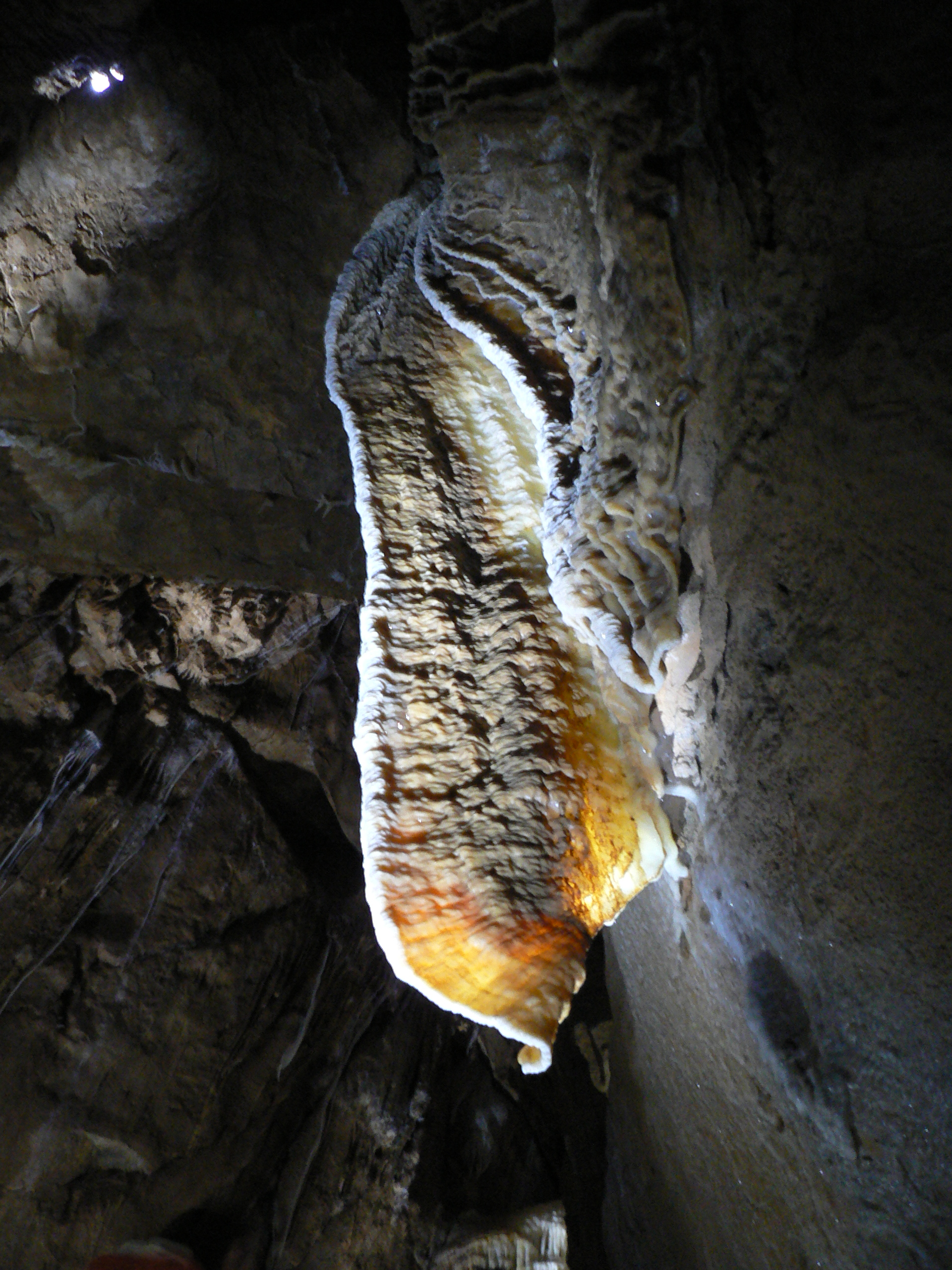
Eine acht Meter lange Sinterfahne

2007 wurde mit der touristischen Erschließung des Herbstlabyrinths begonnen. Als Schauhöhlenbereich bot sich die 80 Meter lange und bis zu 32 Meter hohe Knöpfchenhalle an, da in diesem Bereich fast alle in der Höhle vorkommenden Tropfsteinarten zu finden sind. Bemerkenswert ist neben mehreren gewaltigen Sinterorgeln eine ungefähr acht Meter lange und 50 Zentimeter breite Sinterfahne. Es wurde ein 45 Meter langer Stollen mit einer Treppe von 125 Stufen von der Erdoberfläche zur Knöpfchenhalle aufgefahren; am 9. Mai 2009 fand die feierliche Eröffnung statt.
2014 wurde mit dem Bau eines Eingangs- und Funktionsgebäudes begonnen, das im Sommer 2015 fertiggestellt wurde. Seit 2015 werden die Höhlenführungen nicht mehr vom Verein „Zeitsprünge“ organisiert, sondern direkt von der Gemeindeverwaltung.

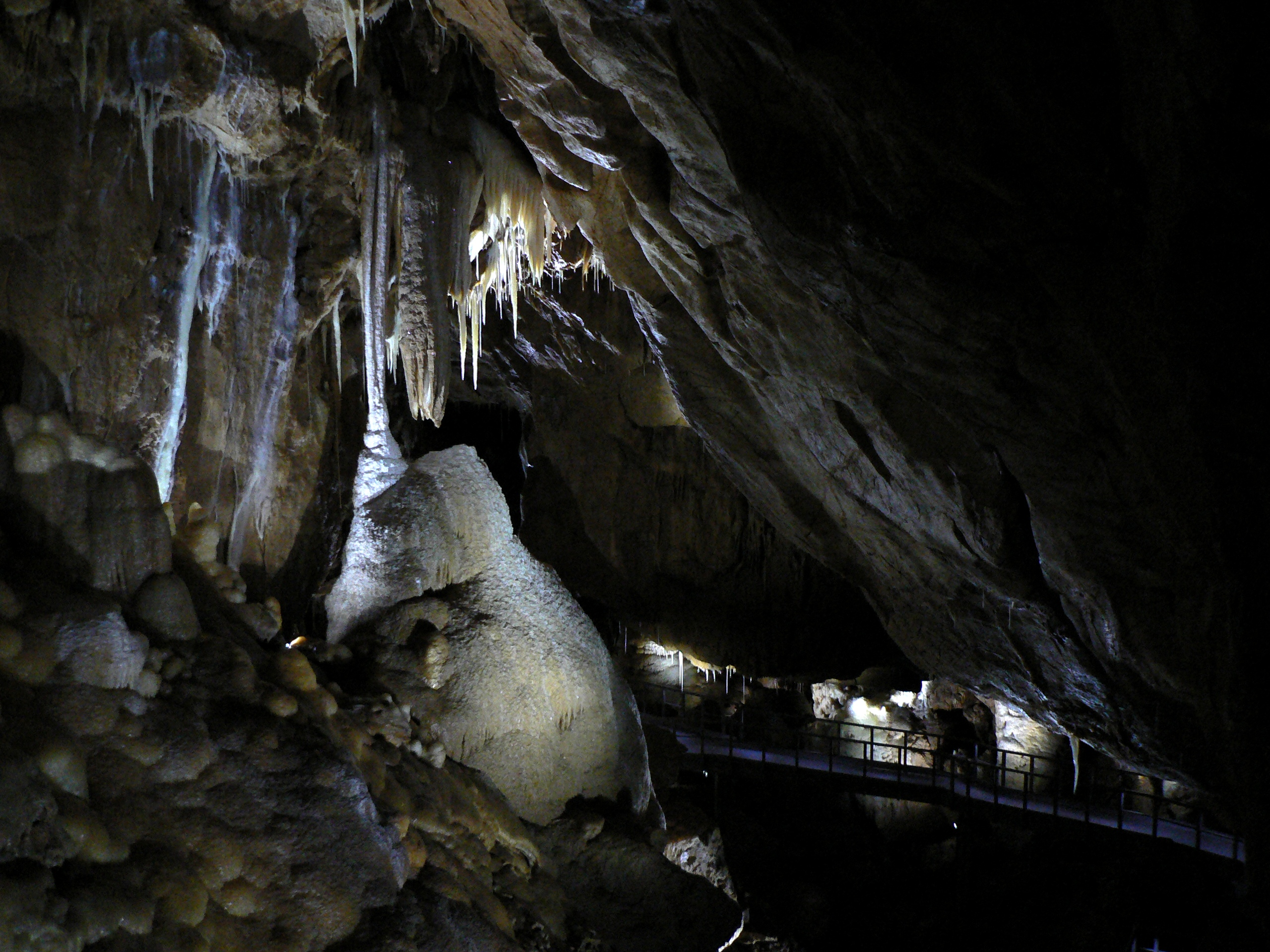
Die Knöpfchenhalle

Die technische Ausstattung der Höhle macht sie zu einer der modernsten Schauhöhlen Europas: Die Fußwege wurden aus GFK-Material gebaut und als erste Schauhöhle wurde sie mit LED-Lichttechnik ausgestattet. Diese Technik führt zu einem stark verringerten Stromverbrauch, einer niedrigen Wärmeabstrahlung und zu einer besonderen Inszenierung der Strukturen in der Höhle, die mit herkömmlicher Beleuchtung nicht möglich gewesen wäre.
Seit 2017 stehen etwa 15 Parkplätze oberhalb des Eingangs zur Schauhöhle zur Verfügung. Durch die enge Lage des Höhleneingangs zwischen Kreisstraße und Kalksteinbruch konnten dort nicht mehr Parkplätze angelegt werden, deshalb sollten Besucher im benachbarten Dorf Erdbach parken, von wo ein 1 km langer Fußweg entlang des Karst- und Höhlenlehrpfades zur Höhle führt. Geöffnet ist die Höhle an Wochenenden und hessischen Feiertagen sowie in den hessischen Ferien auch Mittwoch nachmittags. Führungen für maximal 15 Personen finden stündlich statt und können im Voraus gebucht werden.

### Besucherzahlen
Die Besucherzahlen der Schauhöhle haben sich seit der Eröffnung wie folgt entwickelt:
| Jahr | Besucher | Jahr | Besucher |
| ---- | -------- | ---- | -------- |
| 2009 | 10.517   | 2017 | 7.674    |
| 2010 | 11.193   | 2018 | 7.830    |
| 2011 | 8.749    | 2019 | 8.663    |
| 2012 | 8.203    | 2020 | 3.626    |
| 2013 | 7.254    | 2021 | 4.437    |
| 2014 | 7.280    | 2022 | 8.050    |
| 2015 | 4.754    | 2023 | 8.978    |
| 2016 | 6.637    | 2024 | 9.438    |

## Varia
Anhand von Mineralablagerungen aus der Höhle entwickelten Geologen eine genaue Chronologie der vulkanischen Schwefelspitzen und konnten die 70 km entfernte Laacher See Eruption (LSE), die sich vor etwa 13.000 Jahren ereignete, mit einer bisher nicht identifizierten Sulfatspitze in den grönländischen Eisbohrkernen in Verbindung bringen. Dieser synchronisierte Kalender zeigt, dass die LSE rund 150 Jahre vor einem damaligen Kälteeinbruch passierte und deshalb nicht die Ursache für die Klimaabkühlung in der Jüngeren Dryas (YD) war.